# Papa (isole Shetland)
Papa (in norreno: Papey, che significa "isola dei preti") è un'isola disabitata facente parte delle isole Scalloway, nelle Shetland in Scozia.
Papa sorge a nord-ovest di Burra e ad est di Oxna, nelle isole Shetland. Gli ultimi residenti abbandonarono l'isola tra il 1891 e il 1930; gran parte delle abitazioni si trovavano sul lato orientale della costa. Un loch con la sua spiaggia e un bassopiano dividono l'isola in tre parti separate quasi uguali.